# Rami Jaffee
Rami Jaffee (Los Angeles, 11 marzo 1969) è un tastierista e produttore discografico statunitense, noto per essere stato il cofondatore con Jakob Dylan dei The Wallflowers e, a partire dal 2005, membro turnista dei Foo Fighters, divenendone membro ufficiale nel 2017.
Nel corso della sua carriera ha collaborato con vari artisti e gruppi, come i Soul Asylum, Pearl Jam, Pete Yorn, Stone Sour, Joseph Arthur, Coheed and Cambria e Sound City Players.

## Biografia

### Primi anni
Rami Jaffee acquista la sua prima tastiera all'età di 13 anni e inizia a suonare con gruppi musicali locali dell'area di Los Angeles. Dopo essersi diplomato alla Fairfax High School di Los Angeles, continua a suonare in vari gruppi, iniziando poi a lavorare come turnista in studi di registrazione.

### 1989-2004
Nel 1989 Jakob Dylan e il suo amico Tobi Miller formano un gruppo chiamato The Apples a cui si aggiunge Rami Jaffee come pianista e organista. Qualche settimana dopo il gruppo cambia il nome in The Wallflowers e firmano con l'etichetta discografica Virgin Records. Nel 1992 pubblicano il loro primo album intitolato The Wallflowers. Tra il 1992 e l'inizio del 1993 i The Wallflowers suonano in tour in tutti gli Stati Uniti e in Canada, facendo l'apertura ai concerti di Cracker, Spin Doctors e 10,000 Maniacs, dopodiché iniziano a esibirsi come gruppo principale.
Nella metà del 1993 la Virgin Records termina il contratto discografico con il gruppo a causa delle scarse vendite e nel 1994, dopo un cambio di formazione (rimangono solamente Jakob Dylan e Rami Jaffee), i The Wallflowers firmano con la Interscope Records. Mentre il gruppo lavora con T Bone Burnett, che sta producendo il prossimo album dei The Wallflowers, Jaffee viene spesso chiamato come turnista per i produttori Paul Fox, Matt Hyde e Rick Neigher. Per questo motivo, nel 1996 è stato accreditato negli album di Rickie Lee Jones, The Hookers, Leah Andreone e i Chalk FarM.
Nel 1996 pubblica Bringing Down the Horse con i The Wallflowers, album che ottiene quattro dischi di platino e nel 1998 il singolo One Headlight porta la band a vincere il Grammy Award alla miglior performance rock di un duo o un gruppo. A questo album segue un lungo tour in cui i The Wallflowers, in occasione degli MTV Video Music Awards 1997 si uniscono a Bruce Springsteen.
Nel 1999 la loro cover della canzone Heroes di David Bowie, incisa per il film Godzilla, viene candidata per il Grammy Award alla miglior performance rock di un duo o un gruppo.
Nel 2000 pubblicano l'album Breach a cui segue un tour di circa un anno, durante il quale il gruppo condivide il palco con Tom Petty and the Heartbreakers, The Who e John Mellencamp. Nel 2001 (Breach) viene certificato disco d'oro dalla RIAA. In seguito, nel 2002 pubblica con i The Wallflowers l'album Red Letter Days e nel 2002 e 2003 la band è nuovamente in tour.
Il 31 ottobre 2004, Jaffee con i The Wallflowers vola, con un aereo da trasporto militare, sulla portaerei statunitense USS John C. Stennis, nel mezzo dell'Oceano Pacifico per esibirsi in concerto per le truppe di ritorno in California.

### 2005-presente
Con un nuovo batterista, nel 2005 i The Wallflowers pubblicano Rebel, Sweetheart, il loro quinto album. La band inizia il tour per promuovere l'album, ma Jaffee a tre date dalla fine dei concerti abbandona il tour a causa di un disaccordo sulle scelte direzionali del gruppo.
Nel 2005 Rami Jaffee inizia la collaborazione con i Foo Fighters per le registrazioni dell'album In Your Honor. Nel 2006 registra Skin and Bones con i Foo Fighters, il primo album dal vivo della band, disponibile anche in edizione DVD, e in seguito nel 2007 continua la collaborazione registrando tastiere e fisarmonica nell'album Echoes, Silence, Patience & Grace. Nel 2007 e nel 2008 è in tour con i Foo Fighters, con i quali ha partecipato anche ai due concerti al Wembley Stadium del 6 e 7 giugno 2008, durante i quali è stato registrato il DVD Live at Wembley Stadium.
Nel 2010 Jaffee guida la band del The Fran Drescher Show, talk show condotto dall'attrice statunitense Fran Drescher e nello stesso anno diventa comproprietario, con il produttore discografico statunitense Ran Pink, dei Fonogenic Studios nella San Fernando Valley.
Nel 2011 Rami Jaffee registra con i Foo Fighters e il produttore Butch Vig l'album Wasting Light a cui segue un lungo tour per tutto il 2011 e 2012 con Jaffee alle tastiere. Nell'edizione dei Grammy Awards 2012, Wasting Light e i suoi brani hanno fatto guadagnare ai Foo Fighters cinque Grammy Awards, tra cui quello nella categoria Miglior album rock.
Nel 2012 diventa un membro dei Sound City Players, supergruppo musicale formato da Dave Grohl, con grandi nomi della scena musicale, quali Krist Novoselic (ex-bassista nei Nirvana), Corey Taylor degli Slipknot, Trent Reznor dei Nine Inch Nails, Josh Homme dei Queens of the Stone Age, Rick Nielsen dei Cheap Trick e Paul McCartney dei The Beatles. Nel 2013, con i Sound City Players si esibisce in diversi concerti e partecipa al film Sound City, prodotto e diretto dallo stesso Dave Grohl.

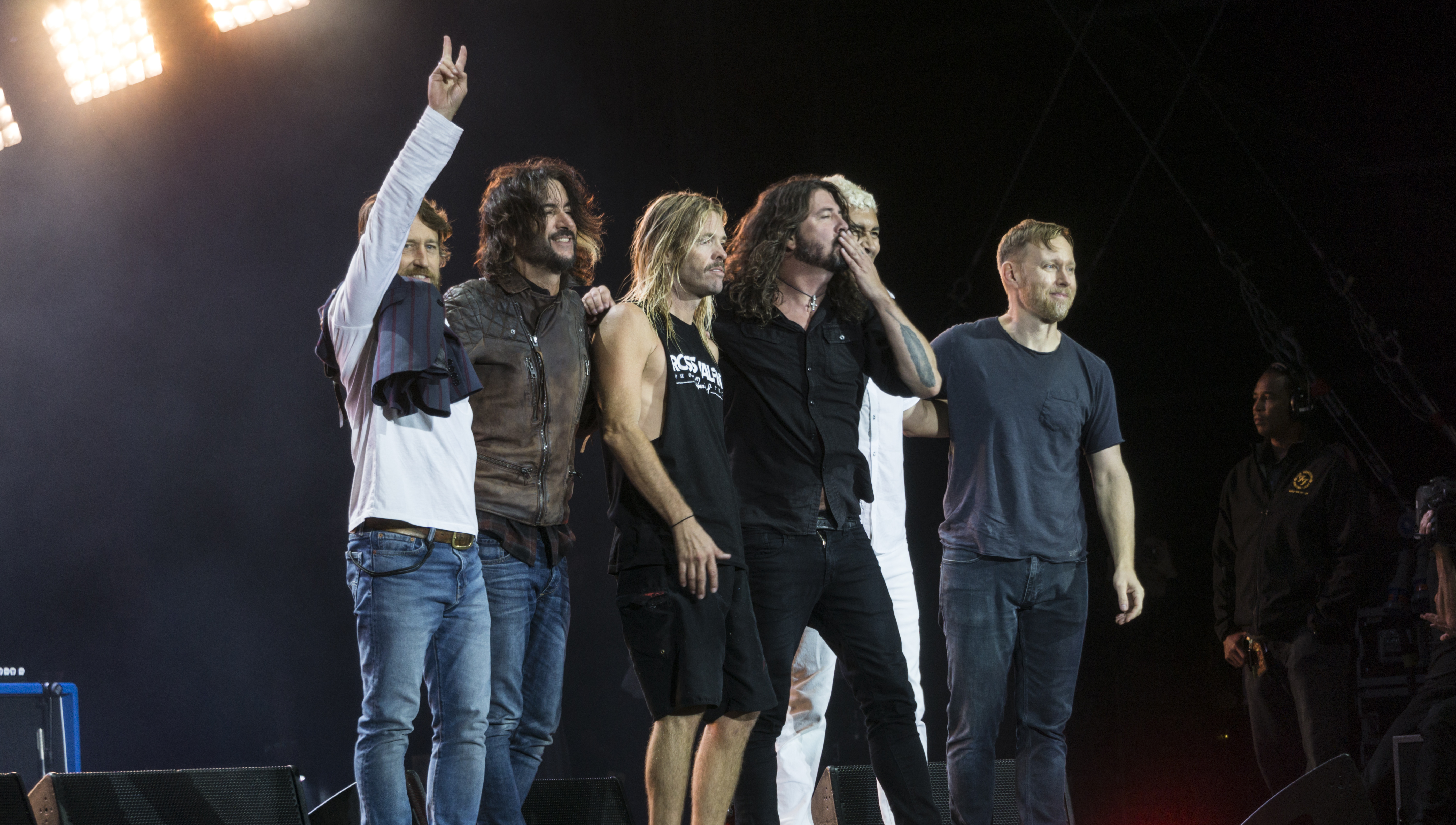
Rami Jaffee (secondo da sinistra) con i Foo Fighters nel 2017, sul palco del Lollapalooza a Berlino

Dopo vari anni di pausa dei The Wallflowers, nel 2012 Rami Jaffee ritorna con la band per registrare il loro sesto album Glad All Over, uscito il 9 ottobre 2012 con la Columbia Records e a cui segue un tour tra Stati Uniti e Canada, oltre ad apparizioni televisive in programmi come Good Morning America, Late Night with Jimmy Fallon, The Tonight Show, David Letterman Show e Ellen. Nel 2013, dopo una serie di concerti dove i The Wallflowers condividono i palchi con Eric Clapton, Jaffee termina i concerti con il gruppo di Jakob Dylan e riprende la collaborazione con i Foo Fighters per le registrazioni di Sonic Highways, che viene pubblicato il 10 novembre 2014 dalla Roswell e dalla RCA Records, partecipando all'omonima serie di documentari diretta e ideata da Dave Grohl e trasmessa in anteprima mondiale dall'emittente televisiva statunitense HBO il 17 ottobre 2014 e in Italia su Sky Arte HD dal 19 novembre 2014. Da dicembre 2014 a novembre 2015 Rami Jaffee ha preso parte al Sonic Highways Tour del gruppo, e il 23 novembre 2015 pubblica con la band l'EP Saint Cecilia.
Nel dicembre 2016 Rami Jaffee inizia le registrazioni di Concrete and Gold, il nono album in studio dei Foo Fighters e pubblicato il 15 settembre 2017 dalla Roswell e dalla RCA Records. L'album rappresenta il primo inciso con Jaffee in qualità di componente ufficiale della formazione ed è stato promosso dal relativo tour partito il 16 giugno dello stesso anno. Nel 2018 con il primo singolo Run vince insieme ai Foo Fighters il Grammy Award alla miglior canzone rock e il premio come miglior gruppo internazionale ai BRIT Awards 2018.